# Maniquí capnegre
El maniquí capnegre (Spermestes fringilloides) és un ocell de la família dels estríldids (Estrildidae).

## Hàbitat i distribució
Habita els boscos de ribera i bambú, localment al sud de Mali, Senegal, Gàmbia, Guinea, Sierra Leone, Libèria, Costa d'Ivori, Ghana, Togo, Nigèria, Camerun, el Gabon, República Centreafricana, Sudan del Sud, sud d'Etiòpia, Uganda, Tanzània i, més cap al sud, al nord d'Angola, Zàmbia, Malawi, est de Zimbabwe, Moçambic i l'est de Sud-àfrica.